# Grand Prix Hassan II 2018
Grand Prix Hassan II 2018 — тенісний турнір, що проходив на ґрунтових кортах у місті Марракеш, Марокко з 9 квітня. Належав до категорії ATP World Tour 250.

## Фінальна частина

### Одиночний розряд
Пабло Андухар —  Кайл Едмунд 6–2, 6–2

### Парний розряд
Нікола Мектич /  Александер Пея —  Бенуа Пер /  Едуар Роже-Васслен 7–5, 3–6, [10–7]